# Benyamin Sönmez
Benyamin Sönmez (* 16. Januar 1983 in Bremen; † 30. November 2011 in Istanbul) war ein türkischer Cellist. Er war Preisträger des Adam International Cello Festival in Neuseeland 2006 unter dem Vorsitz von Mistislaw Ropstropovich.

## Leben
Sönmez, 1983 in Bremen geboren, siedelte im Alter von drei Jahren mit seiner Familie in die Türkei über. Er begann seine Cello-Ausbildung als er 14 Jahre alt war. Im Alter von 17 Jahren begann er ein Studium am Staatlichen Konservatorium in Ankara und studierte bei Natalia Gutman an der Hochschule für Musik in Stuttgart sowie auch am Moskauer Konservatorium.
Sönmez lebte in Istanbul und starb am 30. November 2011 im Alter von nur 28 Jahren nach einem Herzinfarkt.

## Auszeichnungen
- 2006: Preisträger des Adam International Cello Festival in Neuseeland